# Ludwig Rex
Ludwig Rex (Berlim, 1 de janeiro de 1888 - Londres, 29 de setembro de 1979) foi um ator alemão da era dos filme mudo. Ele apareceu em 55 filmes entre 1918 e 1927.
Ele nasceu em Berlim, na Alemanha e morreu em Londres, na Inglaterra.

## Filmografia (seleção)
- Das Cabinet des Dr. Caligari (1920)